# إي ثري هاريل بيك 2015
إي ثري هاريل بيك 2015 (بالهولندية: E3 Harelbeke 2015 )‏ هو سباق دراجات هوائية، وهو الموسم رقم 58 من السباق، وأقيم في 27 مارس 2015، وامتدّ لمسافة 215 كيلومتر، وهو أحد سباقات طواف العالم للدراجات 2015، وقد شارك في السباق 190 متسابقاً ووصل إلى نهايته 126 متسابقاً.
فاز فيه بالمركز الأول جيرانت توماس، وبالمركز الثاني زدينيك ستيبار، وبالمركز الثالث ماتيو ترينتين.

## الفرق
| فرق عالمية (17)- AG2R La Mondiale - Astana - BMC Racing - Cannondale-Garmin - Etixx-Quick Step - FDJ - Giant-Alpecin - IAM Cycling - Katusha - Lampre-Merida - Lotto NL-Jumbo - Lotto-Soudal - Movistar Team - Orica-GreenEDGE - Sky - Tinkoff-Saxo - Trek Factory Racing فرق قارية محترفة (7)- أندروني جوكاتولي-سيدرمك 2015 ‏ - Europcar - MTN-Qhubeka - رومبوت تشارلز ‏ - ساوث إيست 2015 ‏ - سبورت فلاندرين بالويس 2015 ‏ - Wanty-Groupe Gobert |  |
| |  |

## الفائزون
| الترتيب | الفائز        |
| ------- | ------------- |
| الفائز  | جيرانت توماس  |
| الثاني  | زدينيك ستيبار |
| الثالث  | ماتيو ترينتين |

## وصلات خارجية
- الموقع الرسمي
- إي ثري هاريل بيك 2015 على موقع إحصائيات الدراجات الإحترافية (الإنجليزية)
- إي ثري هاريل بيك 2015 في موقع Cycling Archives سايكلنج أركايفز